# Herb obwodu brzeskiego
Herb obwodu brzeskiego przedstawia  na tarczy barokowej o błękitnej głowicy czerwony mur forteczny. Na tle czerwonego muru stojący żubr złoty, patrzący w stronę prawą. Nawiązuje do herbu guberni grodzieńskiej z 1878 roku. Pierwotny projekt herbu posiadał złotą bordiurę, która została usunięta w wersji oficjalnie zatwierdzonej.
Herb obwodu grodzieńskiego został ustanowiony 14 września 2004 roku rozporządzeniem prezydenta Białorusi nr 446.